# Triumph and Power
Triumph and Power – siódmy album studyjny szwedzkiego zespołu muzycznego Grand Magus. Wydawnictwo ukazało się 31 stycznia 2014 roku nakładem wytwórni muzycznej Nuclear Blast. Nagrania zostały zarejestrowane pomiędzy wrześniem, a listopadem 2013 roku w Sweetspot Studio, Studio Wahnsinn oraz Studio Supa. Płyta został wyprodukowana przez Nico Elgstranda, muzyka znanego m.in. z występów w zespole Entombed.

## Lista utworów
Opracowano na podstawie materiału źródłowego.
| Nr  | Tytuł utworu                  | Długość |
| --- | ----------------------------- | ------- |
| 1.  | „On Hooves of Gold”           | 05:24   |
| 2.  | „Steel Versus Steel”          | 05:19   |
| 3.  | „Fight”                       | 04:06   |
| 4.  | „Triumph and Power”           | 04:52   |
| 5.  | „Dominator”                   | 04:20   |
| 6.  | „Arv” (utwór instrumentalny)  | 01:57   |
| 7.  | „Holmgång”                    | 03:38   |
| 8.  | „The Naked and the Dead”      | 03:02   |
| 9.  | „Ymer” (utwór instrumentalny) | 02:54   |
| 10. | „The Hammer Will Bite”        | 06:54   |
|     |                               | 42:26   |

## Twórcy
Opracowano na podstawie materiału źródłowego.
| Zespół Grand Magus w składzie - Mats "Fox Skinner" Heden – gitara basowa, wokal wspierający - Janne "JB" Christoffersson – gitara, wokal prowadzący - Ludwig Witt – perkusja |  | Inni - Nico Elgstrand – realizacja nagrań, produkcja muzyczna, miksowanie - Staffan Karlsson, Rickard Bengtsson – realizacja nagrań - Ted Jensen – mastering - Anthony Roberts, Florian Karg – oprawa graficzna - Claudia Rose – zdjęcia |

## Listy sprzedaży
| Lista                   | Kraj            | Pozycja |
| ----------------------- | --------------- | ------- |
| Ö3 Austria Top 40       | Austria         | 36      |
| Schweizer Hitparade     | Szwajcaria      | 59      |
| Media Control Charts    | Niemcy          | 21      |
| Suomen virallinen lista | Finlandia       | 26      |
| UK Albums Chart         | Wielka Brytania | 129     |